# Bagassi (département)
Cet article concerne le département et la commune rurale. Pour le village chef-lieu, voir Bagassi.
Bagassi est un département et une commune rurale de la province des Balé, situé dans la région de la Boucle du Mouhoun au Burkina Faso.

## Administration

### Villages
Le département et la commune rurale de Bagassi est administrativement composé de vingt-sept villages autonomes, dont le village chef-lieu homonyme, dotés chacun d'un conseil villageois de développement et ayant leurs propres représentants au sein du conseil municipal de la commune :
| Localité | Statut                             | Conseillers municipaux | Population | Population | Population |
| Localité | Statut                             | 2012                   | est. 2003  | rec. 2006  | rec. 2019  |
| -------- | ---------------------------------- | ---------------------- | ---------- | ---------- | ---------- |
| Assio    | village                            | 2                      | 1 106      | 2 003      | ?          |
| Badié    | village                            | 2                      | 687        | 1 796      | ?          |
| Bagassi  | village (chef-lieu de département) | 2                      | 2 977      | 638        | ?          |
| Bandio   | village                            | 2                      | 1 176      | 1 572      | ?          |
| Banou    | village                            | 2                      | 820        | 1 889      | ?          |
| Bassouan | village                            | 2                      | 481        | 483        | ?          |
| Bounou   | village                            | 2                      | 2 464      | 2 730      | ?          |
| Doussi   | village                            | 2                      | 913        | 1 242      | ?          |
| Haho     | village                            | 2                      | 342        | 498        | ?          |
| Kahin    | village                            | 2                      | 1 277      | 1 390      | ?          |
| Kaho     | village                            | 2                      | 875        | 870        | ?          |
| Kana     | village                            | 2                      | 763        | 891        | ?          |
| Kayio    | village                            | 2                      | 1 075      | 1 144      | ?          |
| Koussaro | village                            | 2                      | 817        | 867        | ?          |
| Mana     | village                            | 2                      | 1 921      | 2 102      | ?          |
| Manzoulé | village                            | 2                      | 279        | 308        | ?          |
| Moko     | village                            | 2                      | 700        | 802        | ?          |
| Niaga    | village                            | 2                      | 532        | 630        | ?          |
| Niakongo | village                            | 2                      | 967        | 1 117      | ?          |
| Ouanga   | village                            | 2                      | 493        | 511        | ?          |
| Pahin    | village                            | 2                      | 1 414      | 1 687      | ?          |
| Sayaro   | village                            | 2                      | 1 108      | 1 417      | ?          |
| Sipohin  | village                            | 2                      | 769        | 918        | ?          |
| Sokoura  | village                            | 2                      | 399        | 421        | ?          |
| Virwe    | village                            | 2                      | 567        | 600        | ?          |
| Vy       | village                            | 2                      | 2 821      | 3 210      | ?          |
| Yaro     | village                            | 2                      | 1 573      | 1 573      | ?          |
| Total    | Total                              | 54                     | 29 316     | 33 309     | 42 402     |